# Avengers: Endgame (soundtrack)
Avengers: Endgame (Original Motion Picture Soundtrack) is het filmmuziek-soundtrackalbum voor de Marvel Studios-film Avengers: Endgame, gecomponeerd door Alan Silvestri. Het album werd digitaal uitgebracht op 26 april 2019 en in fysieke vorm op 24 mei 2019 door Hollywood Records.
De partituur werd opgenomen in de Abbey Road Studios in Londen met het London Symphony Orchestra, bestaande uit ongeveer 95 muzikanten, terwijl Silvestri en orkestrator Mark Graham de sessies dirigeerden. De filmmuziek werd eind maart 2019 afgerond.

## Tracklijst
Alle muziek gecomponeerd en gedirigeerd door Alan Silvestri.

| 1.                  | Totally Fine            | 4:29 |
| 2.                  | Arrival                 | 1:49 |
| 3.                  | No Trust                | 3:08 |
| 4.                  | Where Are They?         | 3:12 |
| 5.                  | Becoming Whole Again    | 3:48 |
| 6.                  | I Figured It Out        | 4:30 |
| 7.                  | Perfectly Not Confusing | 4:46 |
| 8.                  | You Shouldn't Be Here   | 3:33 |
| 9.                  | The How Works           | 3:50 |
| 10.                 | Snap Out of It          | 2:24 |
| 11.                 | So Many Stairs          | 1:51 |
| 12.                 | One Shot                | 2:04 |
| 13.                 | Watch Each Other's Six  | 3:56 |
| 14.                 | I Can't Risk This       | 4:48 |
| 15.                 | He Gave It Away         | 3:42 |
| 16.                 | The Tool of a Thief     | 2:58 |
| 17.                 | The Measure of a Hero   | 3:05 |
| 18.                 | Destiny Fulfilled       | 4:05 |
| 19.                 | In Plain Sight          | 3:14 |
| 20.                 | How Do I Look?          | 2:06 |
| 21.                 | Whatever It Takes       | 2:56 |
| 22.                 | Not Good                | 1:53 |
| 23.                 | Gotta Get Out           | 2:38 |
| 24.                 | I Was Made for This     | 4:37 |
| 25.                 | Tres Amigos             | 3:37 |
| 26.                 | Tunnel Scape            | 3:16 |
| 27.                 | Worth It                | 4:15 |
| 28.                 | Portals                 | 3:17 |
| 29.                 | Get This Thing Started  | 4:54 |
| 30.                 | The One                 | 2:08 |
| 31.                 | You Did Good            | 1:57 |
| 32.                 | The Real Hero           | 5:54 |
| 33.                 | Five Seconds            | 1:45 |
| 34.                 | Go Ahead                | 2:57 |
| 35.                 | Main on End             | 3:11 |
| Totale duur: 116:52 |                         |      |

| 1.                 | Totally Fine            | 4:29 |
| 2.                 | Arrival                 | 1:49 |
| 3.                 | Where Are They?         | 3:12 |
| 4.                 | Becoming Whole Again    | 3:48 |
| 5.                 | I Figured It Out        | 4:30 |
| 6.                 | Perfectly Not Confusing | 4:46 |
| 7.                 | You Shouldn't Be Here   | 3:33 |
| 8.                 | The How Works           | 3:50 |
| 9.                 | One Shot                | 2:04 |
| 10.                | Snap Out of It          | 2:24 |
| 11.                | So Many Stairs          | 1:51 |
| 12.                | Watch Each Other's Six  | 3:56 |
| 13.                | I Can't Risk This       | 4:48 |
| 14.                | He Gave It Away         | 3:42 |
| 15.                | The Tool of a Thief     | 2:58 |
| 16.                | The Measure of a Hero   | 3:05 |
| 17.                | In Plain Sight          | 3:14 |
| 18.                | Whatever It Takes       | 2:56 |
| 19.                | Not Good                | 1:53 |
| 20.                | I Was Made For This     | 4:37 |
| 21.                | Tres Amigos             | 3:37 |
| 22.                | Worth It                | 4:15 |
| 23.                | Portals                 | 3:17 |
| 24.                | The One                 | 2:08 |
| 25.                | You Did Good            | 1:57 |
| 26.                | The Real Hero           | 5:54 |
| 27.                | Go Ahead                | 2:57 |
| 28.                | Main On End             | 3:11 |
| Totale duur: 74:14 |                         |      |

## Hitnoteringen

### NPO Klassiek Filmmuziek Top 200
| Avengers: Endgame in de NPO Klassiek Filmmuziek Top 200 | Avengers: Endgame in de NPO Klassiek Filmmuziek Top 200 | Avengers: Endgame in de NPO Klassiek Filmmuziek Top 200 |
| Jaar                                                    | 2024                                                    | 2025                                                    |
| ------------------------------------------------------- | ------------------------------------------------------- | ------------------------------------------------------- |
| Positie                                                 | 161                                                     | 167                                                     |